# Liste der Kreisstraßen in Frankfurt am Main
Die Liste der Kreisstraßen in Frankfurt am Main ist eine Auflistung der Kreisstraßen in der hessischen kreisfreien Stadt Frankfurt am Main.

## Abkürzungen
- K: Kreisstraße
- L: Landesstraße

## Liste
Die Kreisstraßen behalten die ihnen zugewiesene Nummer innerhalb des Regierungsbezirks Darmstadt in der Regel auch bei einem Wechsel in einen benachbarten Landkreis oder in die Stadt Offenbach am Main. Nicht vorhandene bzw. nicht nachgewiesene Kreisstraßen werden in Kursivdruck gekennzeichnet, ebenso Straßen und Straßenabschnitte, die unabhängig vom Grund (Herabstufung zu einer Gemeindestraße oder Höherstufung) keine Kreisstraßen mehr sind.
| Nr.   | Verlauf |
| ----- | --- |
| K 803 | L 3006 – Bolongarostraße (– Abzweig über die Mainzer Landstraße zur K 803/K 808) – Bolongarostraße – Alt-Nied – Mainzer Landstraße – – Mainzer Landstraße – K 808 – Mainzer Landstraße – |
| K 804 | – Kapitän-Lehmann-Straße – K 823 |
| K 807 | – Schwanheimer Ufer – K 813 – Schwanheimer Ufer – K 816 – Schwanheimer Ufer – – Schwanheimer Ufer – Niederräder Ufer – Haardtwaldstraße – Schwanheimer Straße (– Abzweig zur K 807 über die Kelsterbacher Straße) – Schwanheimer Straße – Kelsterbacher Straße – Niederräder Landstraße – K 816                                                      |
| K 808 | K 803 – Nieder Kirchweg – – Stroofstraße – Alt-Griesheim (– Abzweig über die Irmgardstraße und Autogenstraße zur K 808) – Alt-Griesheim – Alte Falterstraße – Waldschulstraße – K 803 |
| K 809 | L 3004 – Ginnheimer Landstraße – K 814 |
| K 810 | L 3004 – Dillenburger Straße – Maybachbrücke – K 821 – Maybachbrücke – Am Weißen Stein – Eschersheimer Landstraße – K 809 – Eschersheimer Landstraße – |
| K 812 | L 3003 – Harheimer Weg – Erlenbacher Stadtweg – L 3008 |
| K 813 | K 807 – Geisenheimer Straße – Kelsterbacher Weg – Südallee – Stadtgrenze – (K 162 im Kreis Groß-Gerau) |
| K 814 | L 3440 – Alt-Praunheim – Praunheimer Landstraße – Am Hohen Weg – Breitenbachstraße – Schlossstraße – K 809 – Schlossstraße – Adalbertstraße – Bockenheimer Landstraße – |
| K 816 | K 807 – Tannenkopfweg – Straßburger Straße – Lyoner Straße – Adolf-Miersch-Straße – Triftstraße – Rennbahnstraße – K 807 – Niederräder Landstraße – – Niederräder Landstraße – Kennedyallee – Mörfelder Landstraße – – Offenbacher Landstraße – Buchrainplatz – Offenbacher Landstraße – Stadtgrenze – (K 816 in Offenbach am Main)                  |
| K 817 | L 3018 – Alt-Zeilsheim – West-Höchster Straße – Sindlinger Bahnstraße – L 3006/L 3265 |
| K 818 | – Gutleutstraße (– Abzweig über die Stuttgarter Straße, Wilhelm-Leuschner-Straße und Untermainanlage zur und zur K 818) – – Gutleutstraße – Theatertunnel – Weißfrauenstraße – Berliner Straße (– Abzweig über die Battonnstraße zur K 818) – Stoltzestraße – Allerheiligenstraße – Allerheiligentor – Hanauer Landstraße – – Hanauer Landstraße – / |
| K 819 | Berkersheimer Bahnstraße – Berkersheimer Obergasse – Am Dachsberg – K 820 – Gießener Straße – |
| K 820 | L 3003 – Homburger Landstraße – K 819 – Homburger Landstraße – Weilbrunnstraße – Goldpeppingstraße – Hofhausstraße – – Hofhausstraße – L 3002 |
| K 821 | L 3440 – Ludwig-Landmann-Straße – / |
| K 821 | K 810 – Maybachstraße – Alt-Eschersheim – Lachweg – Berkersheimer Weg – L 3003 |
| K 822 | /L 3018 – Straße nach Kriftel – Stadtgrenze – (K 822 im Main-Kinzig-Kreis) |
| K 823 | (K 152 im Kreis Groß-Gerau) – Stadtgrenze – Airportring – Stadtgrenze – (K 152 im Kreis Groß-Gerau) – Stadtgrenze – Airportring – (K 152 im Kreis Groß-Gerau an der Stadtgrenze) – Airportring – – Airportring – Flughafen Frankfurt Main – Hugo-Eckener-Ring – K 804                                                                                |
| K 870 | L 3001 – Borsigallee – – Borsigallee – Am Erlenbruch – |
| K 871 | (K 871 im Hochtaunuskreis) – Stadtgrenze – Deuil-La-Barre-Straße – L 3003 |

## Nummerierung der Kreisstraßen im Regierungsbezirk Darmstadt
Die Kreisstraßen im Regierungsbezirk Darmstadt wurden ursprünglich nach einem bestimmten Nummernplan durchnummeriert. Hierbei wählte man für den Kreis Bergstraße die niedrigsten und für den Main-Kinzig-Kreis die höchsten Kreisstraßennummern.
Die Nummerierung erfolgte in der Regel in folgender Reihenfolge:
Kreis Bergstraße, Odenwaldkreis, Landkreis Darmstadt-Dieburg, Kreis Groß-Gerau, kreisfreie Stadt Darmstadt, Landkreis Offenbach, kreisfreie Stadt Offenbach am Main, Wetteraukreis, Rheingau-Taunus-Kreis, Hochtaunuskreis, kreisfreie Stadt Wiesbaden, Main-Taunus-Kreis, kreisfreie Stadt Frankfurt am Main und schließlich Main-Kinzig-Kreis.
Auch die Nummerierungen der Kreisstraßen im Lahn-Dill-Kreis und im Landkreis Limburg-Weilburg, die seit dem 1. Januar 1981 zum Regierungsbezirk Gießen gehören, folgen großenteils noch diesem Nummernplan.